# پل آلویسیوس کنا
پل آلویسیوس کنا (انگلیسی: Paul Aloysius Kenna؛ ۱۶ اوت ۱۸۶۲ – ۳۰ اوت ۱۹۱۵) فرد نظامی اهل پادشاهی متحد بریتانیای کبیر و ایرلند بود. وی همچنین برندهٔ جوایزی همچون صلیب ویکتوریا شده‌است.